# Laurent Brissaud
Pour les articles homonymes, voir Brissaud.
Laurent Brissaud, né le 10 décembre 1965 à Valence, est un kayakiste français de slalom. 
Aux Championnats du monde 1987 à Bourg-Saint-Maurice, il est médaillé de bronze en kayak monoplace (K1) par équipe. Il participe aux Jeux olympiques d'été de 1992 à Barcelone, terminant cinquième de la finale de K1.
Il est le fils de la céiste Jane Brissaud et le frère des kayakistes Frédéric et Manuel Brissaud.